# Färber-Wau
Der Färber-Wau (Reseda luteola), auch Färber-Resede, Echter Wau, Gelb- oder Gilbkraut genannt, ist eine Pflanzenart innerhalb der Familie der Resedagewächse (Resedaceae). Sie ist in Westasien und im Mittelmeerraum beheimatet und gilt in weiten Gebieten Europas als alteingebürgert (Archäophyt). Es handelt sich um eine alte Färberpflanze.

## Beschreibung

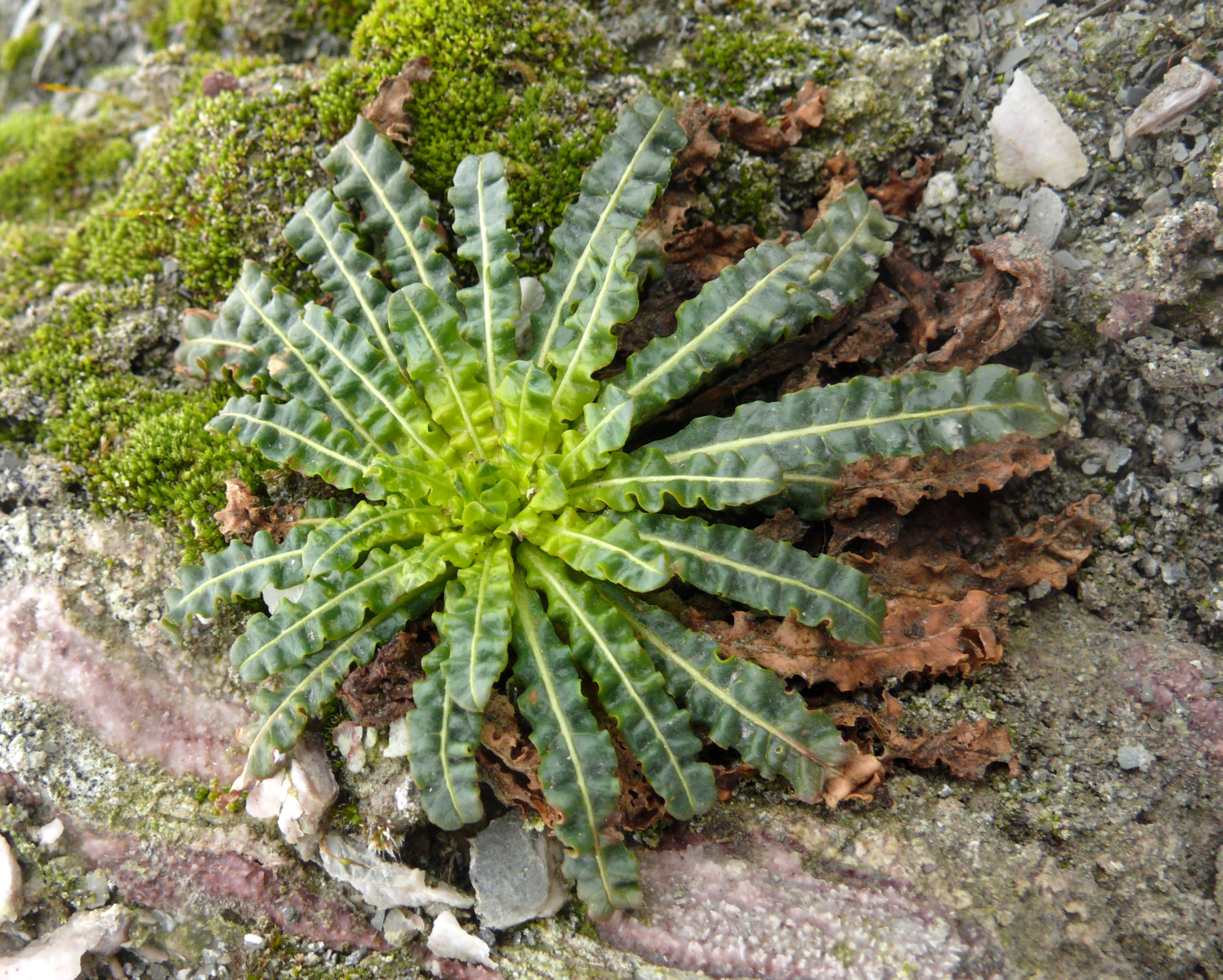
Blattrosette im ersten Jahr

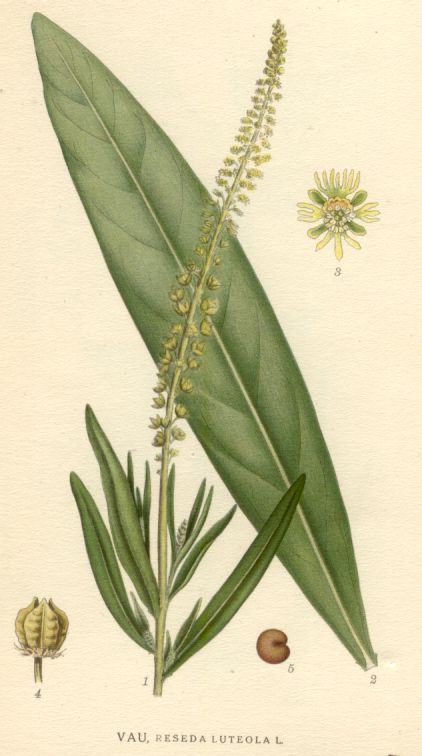
Illustration

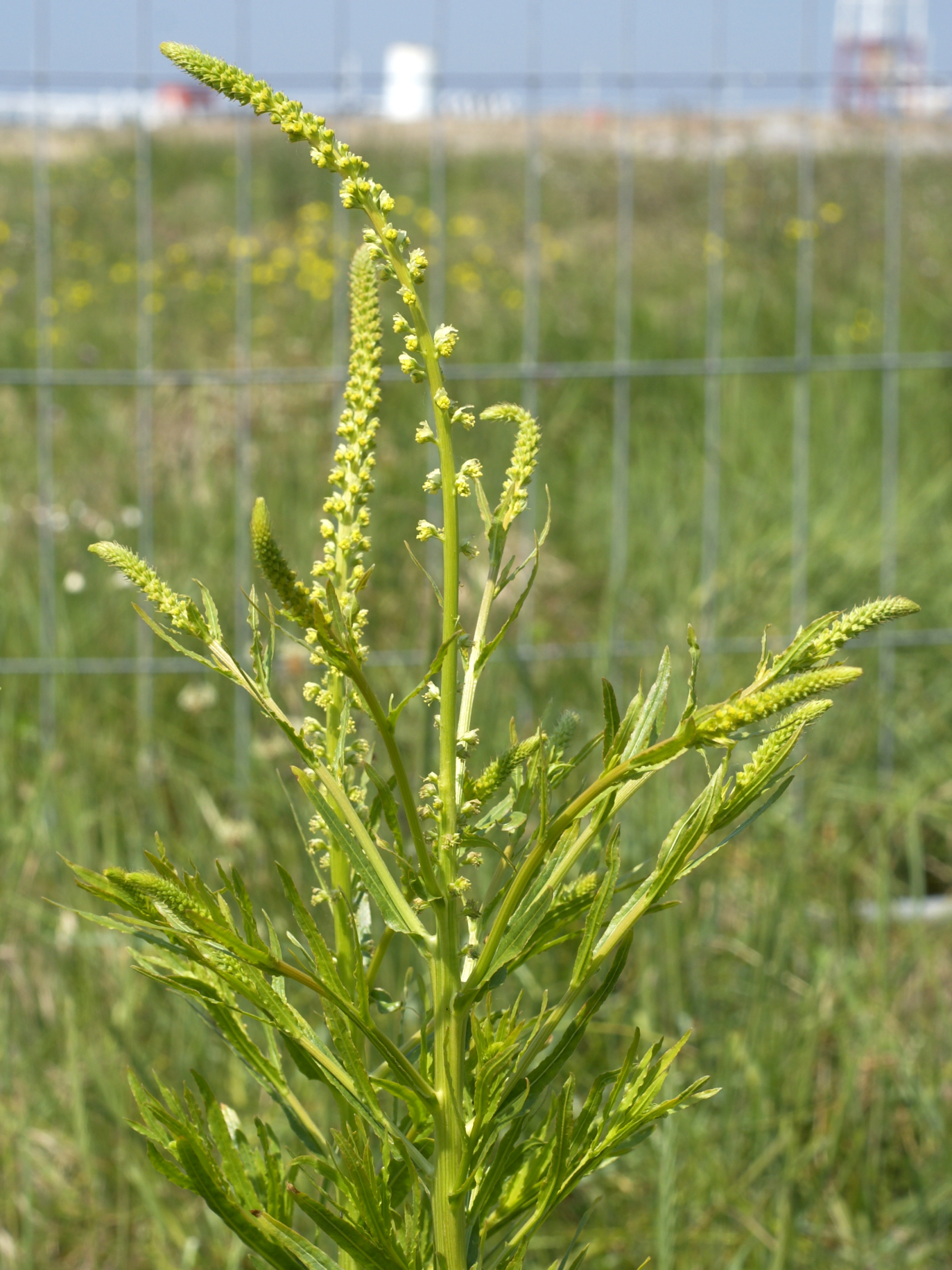
Blütenstand

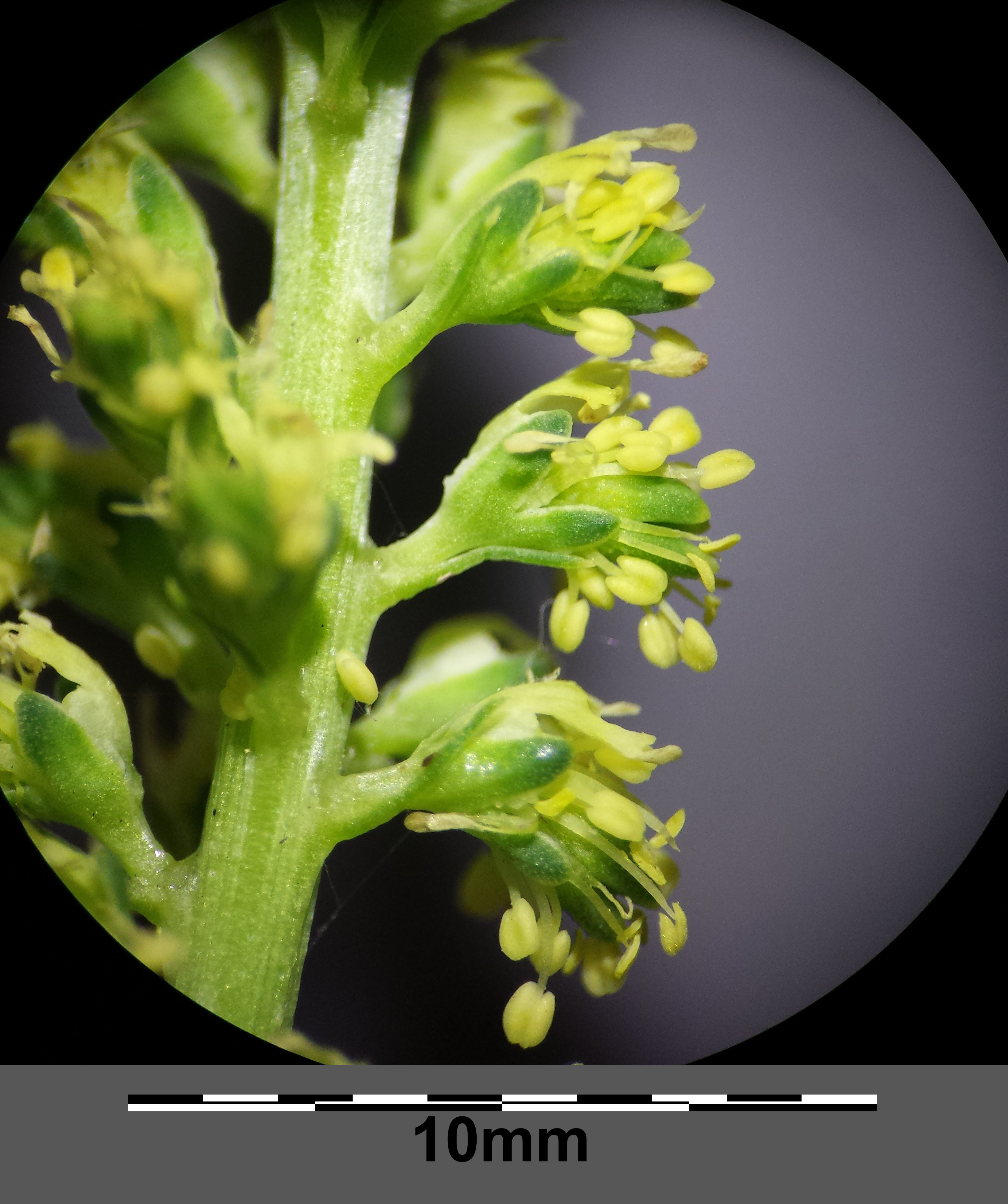
Blütenstand (Ausschnitt)

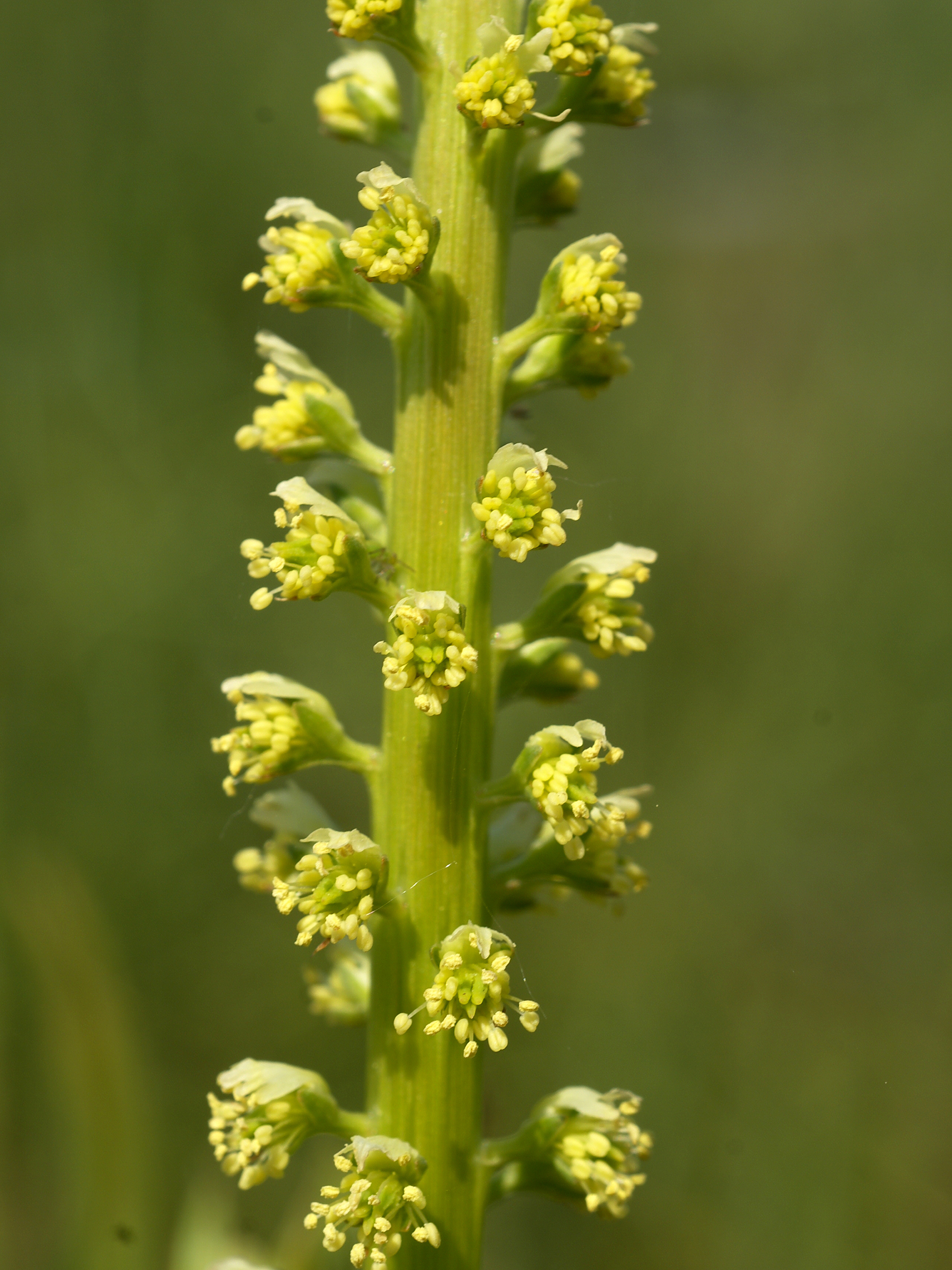
Ausschnitt eines Blütenstandes mit gestielten Blüten

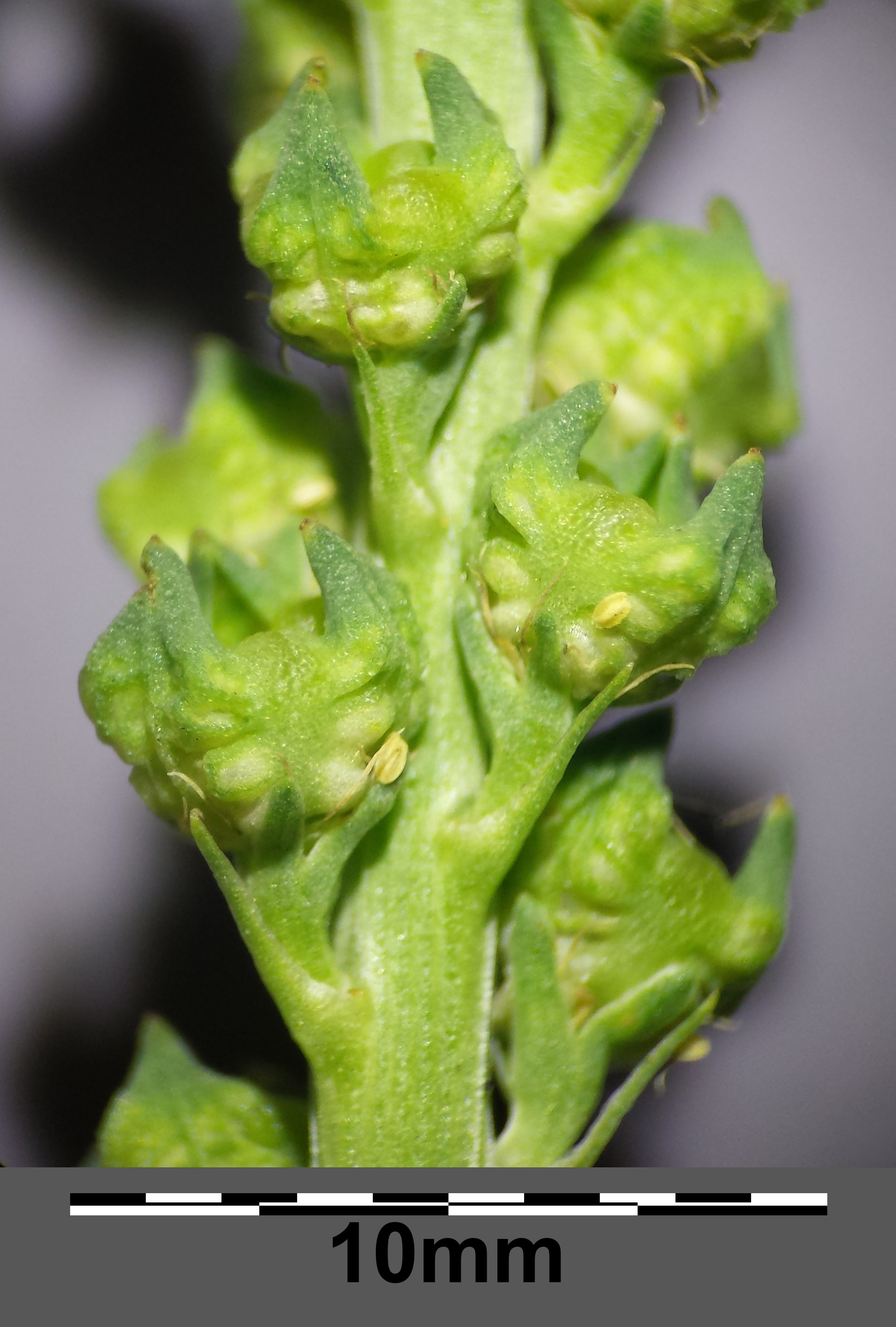
Fruchtstand (Ausschnitt)

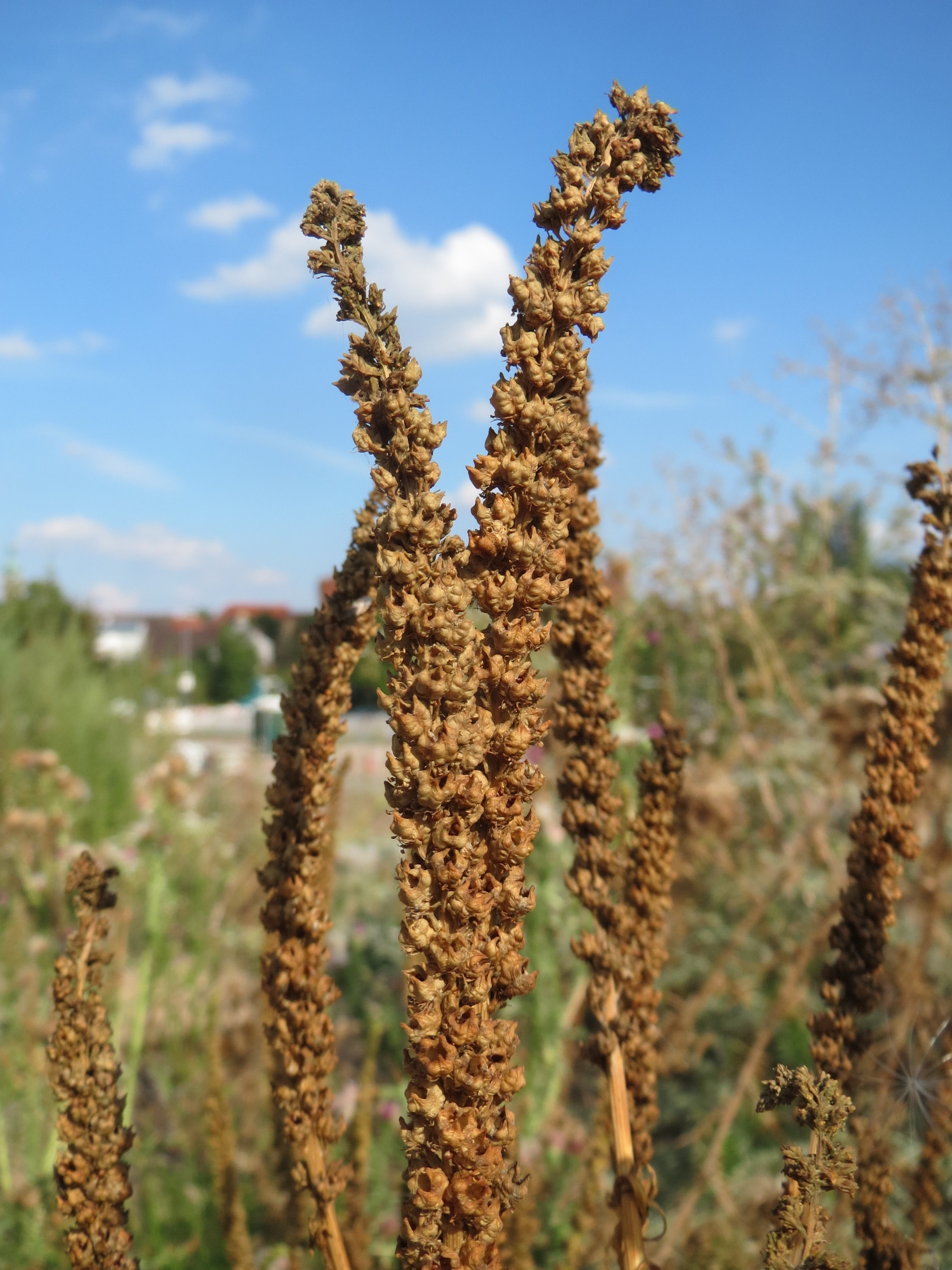
Fruchtstände

### Vegetative Merkmale
Der Färber-Wau ist eine sommergrüne, ein- bis zweijährige krautige Pflanze, die Wuchshöhen von 40 bis 150 Zentimetern erreicht. Die steif aufrechten Stängel sind verzweigt.
Die im ersten Jahr in einer grundständigen Rosette und im zweiten Jahr wechselständig und spiralig am Stängel angeordneten Laubblätter sind fast sitzend. Die ungeteilten, kahlen Blattspreiten sind linealisch bis lanzettlich mit ganzem Rand, der oft gewellt ist.

### Generative Merkmale
Die Blütezeit liegt zwischen Juni und September. Im steifen, traubigen Blütenstand stehen viele Blüten dicht zusammen. Die Blütenstandsachse verlängert sich bis zur Fruchtreife. Der Blütenstiel ist höchstens 2,5 Millimeter lang.
Die geruchlosen, zwittrigen Blüten sind zygomorph und vierzählig. Es sind meist vier, selten drei, Kelchblätter vorhanden. Die vier Kronblätter sind hellgelb. Das obere Kronblatt ist vier- bis fünfzipfelig, die seitlichen sind dreizipfelig.
Der Fruchtstand trägt zahlreiche Kapselfrüchte. Die aufrecht stehenden Kapselfrüchte sind bei einer Länge von 2 bis 4 Millimetern kugelig und enthalten viele Samen. Die sehr kleinen Samen sind nur 0,2 Mikrogramm schwer. Die Fruchtreife erfolgt von September bis Oktober.
Die Chromosomenzahl beträgt 2n = 24, 26 oder 28.

## Ökologie
Der Färber-Wau ist eine zweijährige Halbrosettenpflanze, Hemikryptophyt und ein Tiefwurzler.
Blütenökologisch handelt es sich um unauffällige, homogame „Nektar führende Scheibenblumen“. Die Gelbfärbung der Kronblätter wird durch das Flavon Luteolin hervorgerufen. Die Blüten sind selbstfertil und ihr Nektarium ist überdeckt. Bestäuber sind vor allem kleinere Wildbienen, Fliegen und Käfer.
Es handelt sich um Kapselfrüchte mit einer endständigen Pore. Bereits junge Früchte sind an der Spitze geöffnet. Sie sind Wind- und Tierstreuer. Die winzigen Samen besitzen ein schwarzes Elaiosom, das die Ausbreitung durch Ameisen begünstigt. Außerdem erfolgt Menschenausbreitung. Wegen der Kleinheit der Öffnung der Fruchtkapsel werden die Samen nur sehr allmählich ausgestreut. Die winzigen Samen sind langlebige Kälte- und Lichtkeimer.

## Vorkommen
Der Färber-Wau ist in Westasien und dem Mittelmeergebiet beheimatet. Sein Verbreitungsgebiet reicht von Nordafrika, Süd-, Mittel- und Osteuropa bis Georgien, Afghanistan und Pakistan. Als alte Färberpflanze ist er in weiten Gebieten Europas als Kulturrelikt alteingebürgert (Archäophyt). Lediglich in Skandinavien tritt er nur vereinzelt auf und in Osteuropa fehlt er. Er ist seit der Jungsteinzeit als Kulturbegleiter nachgewiesen. Möglicherweise ist er in Deutschland indigen. Auch in Amerika, Australien und Neuseeland wurde der Färber-Wau eingeschleppt.
Der Färber-Wau wächst auf Waldschlägen und trockenen Ruderalfluren wie Wegrändern, Schuttplätzen und Gesteinsschutt. Er ist ein Rohboden-Pionier und bevorzugt trockene, nährstoffreiche Standorte. Der Färber-Wau wächst bis in die montane Höhenstufe. Er ist in Mitteleuropa eine Charakterart des Verbands Onopordion und kommt aber auch in Pflanzengesellschaften der Verbände Arction oder Stipion calamagrostis vor. Er steigt im Wallis bis 1300 Meter Meereshöhe auf.
Die ökologischen Zeigerwerte nach Landolt et al. 2010 sind in der Schweiz: Feuchtezahl F = 2 (mäßig trocken), Lichtzahl L = 4 (hell), Reaktionszahl R = 4 (neutral bis basisch), Temperaturzahl T = 5 (sehr warm-kollin), Nährstoffzahl N = 4 (nährstoffreich), Kontinentalitätszahl K = 4 (subkontinental).

## Nutzung
Der Färber-Wau kann zum Färben von Stoffen genutzt werden. Verwendet werden dabei die oberirdischen Pflanzenteile, wobei vor allem die oberen blühenden Äste reich an den gelben Farbstoffen Luteolin und Apigenin sind (2 bis 4 % Farbstoff in der Trockenmasse). Die Pflanze eignet sich vor allem zum Färben tierischer Fasern wie Wolle und Seide, aber auch von Leinen. Sie wurde auch für Wandfarbe in Wohnräumen verwendet. Der Samen enthält bis zu 40 % Öl, das zu Firnissen verarbeitet werden kann.
Der Farbstoff wird aus den getrockneten oberirdischen Teilen der Pflanze durch Kochen gewonnen. In den Wurzeln wurde das Senfölglycosid Gluconasturtiin, in den Samen und grünen Pflanzenteilen Glucobarbarin nachgewiesen.
Der Färber-Wau war als "Herba et Radix Luteolae" offizinell und wurde als harn- und schweißtreibendes Mittel verwendet.
Die Art ist auch Bestandteil des an Mariae Himmelfahrt (15. August) kirchlich geweihten Krautwischs, der vor Blitzschlag schützen soll.

### Geschichte
Die ältesten Funde von Samen stammen aus jungsteinzeitlichen Pfahlbausiedlungen am Pfäffikersee und Neuenburgersee sowie am Zürichsee. Es ist jedoch nicht klar, ob die Pflanzen genutzt oder nur mit Saatgut nach Mitteleuropa verschleppt wurden. Für einen sicheren Nachweis der Nutzung zum Färben wären Reste von Blättern oder Stängeln oder massenhaftes Vorkommen von Samen erforderlich. Das Auftreten von weiteren Färberpflanzen in der eisenzeitlichen Siedlung von Hochdorf deutet ebenfalls auf eine solche Nutzung hin. Vergil und Vitruv beschrieben eine Pflanze lutum, die zum Gelb- und Grün-Färben verwendet wurde. Es ist wahrscheinlich, dass es sich dabei um den Färber-Wau handelte. Ab dem Mittelalter (12. Jahrhundert) sind wieder Samenfunde bekannt.
Vor der Entdeckung Amerikas war der Färber-Wau in Europa einer der wichtigsten gelben Farbstoffe, angebaut vor allem in England, Frankreich und Deutschland, hier besonders in Thüringen und der Region um Halle.  Pflanzen aus nördlicheren Breiten hatten eine geringere Farbwirkung. 1927 wurde Färber-Wau nur noch zum Färben von Seide verwendet. Im Zuge des gestiegenen Interesses an Färberpflanzen wurde stellenweise der Anbau wieder aufgenommen, unter anderem in Deutschland, hier in Thüringen und Brandenburg, und in der Türkei.

### Anbau und Erträge
Färber-Wau benötigt lockere und kalkhaltige Böden sowie viel Sonne. Negativ auf den Farbstoffgehalt können sich hohe Stickstoffkonzentrationen auswirken. Die Aussaat erfolgt im Spätsommer oder im sehr frühen Frühjahr, im Jugendstadium ist in der Regel eine mechanische Unkrautbekämpfung (Maschinenhacke) nötig, Herbizide sind für Färber-Wau keine zugelassen. Die Ernte erfolgt etwa 14 Tage nach dem Blühbeginn, danach folgt eine Schnelltrocknung bei 40 bis 60 °C. Der Ertrag beträgt 40 bis 45 Dezitonnen Trockenmasse pro Hektar, der Farbstoffertrag liegt bei 60 bis 100 kg pro Hektar.

#### Schädlinge
- Erdflöhe
- Cercosporea resedae